# 大輪香菊
大輪 香菊（おおわ かぎく、旧姓荒川）は日本のアナウンサー、キャスター及びラジオパーソナリティ (元NHKラジオキャスター)。

## 来歴・人物
NHKAMラジオ第一放送ちきゅうラジオのキャスターを長年務めたことで著名。
NHK退局後はフリーの司会業等で活躍。(外部リンク参照) 

神奈川県出身。趣味は中国語、手話、クラシックバレエ。

## 出演番組
ラジオ
- ちきゅうラジオ（ラジオ第1放送、2004年度 - 2011年度。結婚を機に2007年4月から「荒川」改め「大輪」となる）：キャスター